# Deborah Bergamini
Deborah Bergamini (Viareggio, 24 ottobre 1967) è una politica italiana, vicesegretaria e responsabile del Dipartimento Esteri e dei rapporti con la stampa internazionale di Forza Italia, vice-capogruppo del partito alla Camera dei deputati, vice-presidente della Delegazione Italiana all'Assemblea Parlamentare del Consiglio d'Europa e del Gruppo PPE all'Assemblea del consiglio d'Europa e sottosegretaria di Stato al Dipartimento per i rapporti con il Parlamento nel governo Draghi dal 1º marzo 2021 al 22 ottobre 2022.

## Biografia
Diplomatasi al Liceo Classico, si laurea in lingue all'Università di Firenze. Nel 1992 vince una borsa di studio allo Smith College di Northampton nel Massachusetts, dove si specializza in American Studies.
Nel 1993 lavora per due emittenti televisive toscane, Italia 7 e Rete 37 e come cronista di nera e giudiziaria per il quotidiano La Nazione. Nel 1996 l'Ordine dei giornalisti la ammette all'albo dei professionisti. Nello stesso anno si sposta a Parigi, dove diventa caporedattrice di "Analyses et Synthèses". L’anno dopo cambia capitale europea: va a lavorare per Bloomberg News a Londra.
Nel 1999 viene scelta da Berlusconi come consulente personale per la comunicazione; ruolo che mantiene quando Berlusconi diventa presidente del Consiglio nel 2001.
Nel 2002 viene assunta in RAI come vicedirettore del marketing strategico, con deleghe allo sviluppo di business e marketing internazionale. Nel 2003 diventa consigliere di amministrazione di Rai International e successivamente di Rai Trade. Nello stesso anno entra a far parte del comitato di consulenti del Ministero per i beni e le attività culturali. Nel 2004 diventa direttrice marketing della RAI, ruolo che ricopre fino al gennaio 2008.

## Attività politica

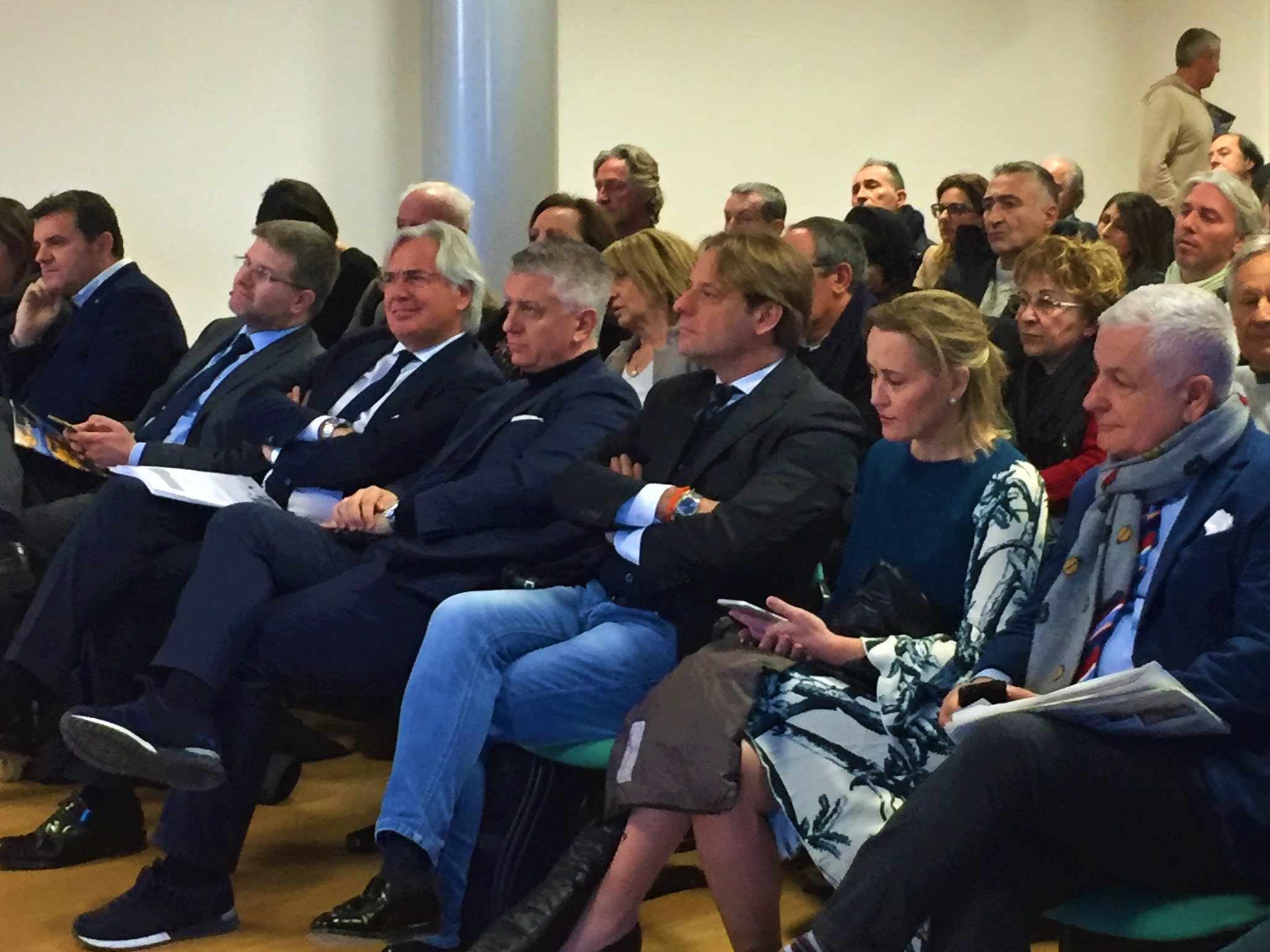
Bergamini (seconda da destra) a un convegno sulla direttiva Bolkestein durante la campagna elettorale delle elezioni politiche del 2018.

Alle elezioni politiche del 2008, viene candidata alla Camera dal Popolo delle Libertà nella circoscrizione Toscana, venendo eletta in Parlamento per la prima volta. Nella XVI legislatura ha ricoperto il ruolo di segretario della delegazione italiana all'Assemblea parlamentare del Consiglio d'Europa, ha fatto parte della Commissione Trasporti, poste e telecomunicazioni e della Commissione parlamentare d'inchiesta sulla contraffazione e sulla pirateria commerciale, di cui viene eletta vicepresidente, occupandosi soprattutto della tutela del Made in Italy, contrastando la pirateria digitale nel settore agroalimentare, in quello tessile, dei tabacchi e del lusso.
Nel quadro della sua attività di deputata, è la prima firmataria della Legge 7 luglio 2010, n. 106 (cosiddetta "legge Viareggio") che, in seguito al grave incidente ferroviario del 29 giugno 2009, ha stanziato fondi di solidarietà per i parenti delle vittime.
Nel 2010 è tra coloro che fondano "Spazio aperto", associazione nata per mediare tra Berlusconi e Fini. Nel corso dello stesso anno, inoltre, polemizza con il coordinatore toscano del PdL Denis Verdini, definendo come "sovietico" il carattere del partito in Toscana. Le critiche alla gestione di Verdini continuano anche in occasione del distacco di Fini dal PdL: "Berlusconi è come Theoden, il re buono finito sotto l'incantesimo del malvagio Vermilinguo. Speriamo che spunti un mago, come Gandalf, che lo liberi”. Già critica nei confronti della visione economica dell'allora ministro Giulio Tremonti, nel mese di agosto del 2011 è tra i nove deputati del PdL che preannunciano emendamenti al decreto che contiene la manovra di Tremonti, resasi necessaria in seguito all'aumento dello spread tra i titoli di stato italiani e tedeschi. Con lei anche Martino, Crosetto, Versace, Stracquadanio, Bonciani, Bertolini, Moles e Mazzuca. La sua proposta raccoglie l'attenzione del segretario Alfano tanto da essere tacciata come frondista del PdL per non aver votato le successive manovre del IV governo Berlusconi.
Esponente della "corrente liberale" del PdL che fa capo ad Antonio Martino, non voterà mai la fiducia sui provvedimenti del governo tecnico di Mario Monti, assumendo posizioni molto critiche sul suo operato. 
Il suo pensiero liberale la porta a perseguire temi etici, come il testamento biologico.
Alle elezioni politiche del 2013 viene rieletta alla Camera dei deputati, candidata tra le liste del PdL nella circoscrizione Emilia-Romagna.
Il 16 novembre 2013, con la sospensione delle attività del Popolo della Libertà, aderisce a Forza Italia e due giorni dopo Berlusconi le conferisce l'incarico di "Responsabile della comunicazione" del partito.
Il 24 marzo 2014 diventa membro del Comitato di Presidenza di Forza Italia e insieme a Mariarosaria Rossi, Francesca Pascale, Alessia Ardesi e Giovanni Toti forma il cosiddetto "cerchio magico" di Berlusconi fino al giugno del 2016.
Alle elezioni politiche del 2018 viene ricandidata dalla coalizione di centrodestra alla Camera nel collegio uninominale Toscana e rieletta, diventando vicepresidente della Commissione Trasporti.
Dall’ottobre 2019 è codirettrice del quotidiano Il Riformista (riportato in edicola da Alfredo Romeo, dopo che era stato chiuso nel 2012) con Piero Sansonetti come direttore. Lascia un anno più tardi.
Nell'agosto 2020, a poche settimane dal referendum costituzionale sul taglio del numero di parlamentari, legato alla riforma avviata dal governo Conte I guidato dalla Lega assieme al Movimento Cinque Stelle e concluso dal governo Conte II guidato dalla coalizione tra M5S e Partito Democratico la Bergamini annuncia il suo voto contrario, in contrasto con la linea ufficiale del suo partito, schierato per il "Sì".
Alle elezioni politiche del 2022 viene eletta deputata per la quarta volta, come capolista di Forza Italia nel collegio plurinominale Toscana, diventando in seguito vicepresidente del gruppo di FI alla Camera e vicepresidente della delegazione italiana all'assemblea parlamentare del Consiglio d'Europa.
Il 24 febbraio 2024 viene eletta vicesegretario di Forza Italia al congresso del partito, diventando per anzianità, la vicaria del segretario nazionale Antonio Tajani.

### Attività internazionale

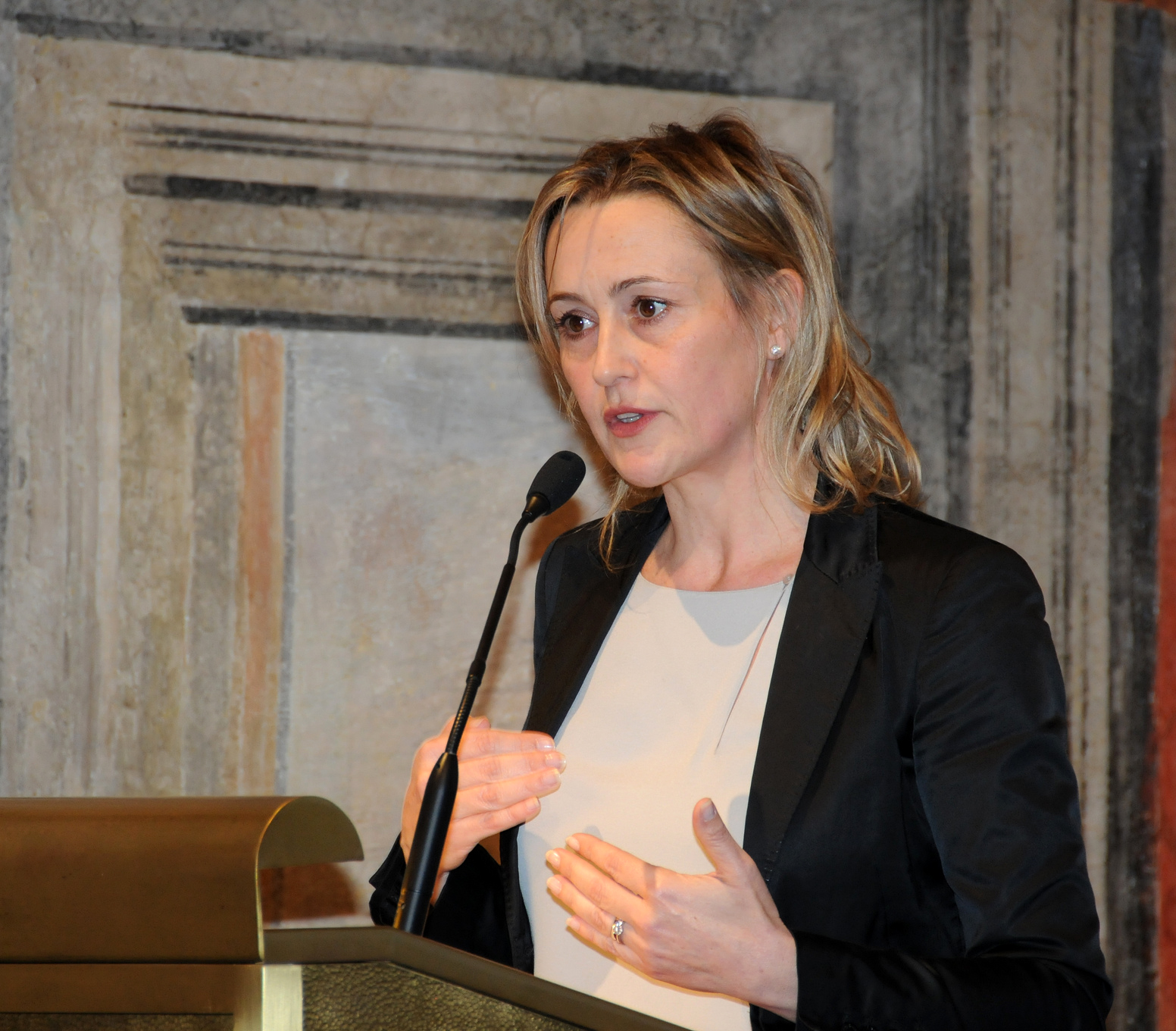
Bergamini interviene al colloquio Fondazione Alcide De Gasperi - Fondazione Konrad Adenauer su "L'Unione Europea e le strategie di stabilizzazione politica e sociale dei paesi extraeuropei del Mediterraneo"

Nel 2008 le viene affidato il ruolo di segretario della delegazione italiana all'Assemblea Parlamentare del Consiglio d'Europa (APCE); entra a far parte della Commissione Cultura e diventa presidente della Sottocommissione dedicata ai Media e all'Information Society. Nello stesso anno, viene scelta come riferimento italiano per il Network creato dal Consiglio d'Europa per contrastare la violenza domestica.
Nel 2009 viene eletta Presidente del Centro Nord Sud (CNS) del Consiglio d'Europa, carica che manterrà fino al 2013. Sotto la sua presidenza il Centro Nord-Sud del Consiglio d'Europa lancia Euro-Med Women Network, un sito per la governance democratica delle donne europee e arabe.
Da gennaio 2014 è componente della Commissione Affari Politici dell'APCE e vicepresidente del Partito Popolare Europeo al Consiglio d'Europa.